# リカルド・カナルス
リカルド・カナルス(Ricard Canals Llambí、1876年12月13日 - 1931年2月7日）はスペインの印象派の画家、版画家である。

## 略歴
バルセロナで生まれた。イシドラ・ノネイ（Isidre Nonell）、ジョアキム・ミール（Joaquim Mir）、ラモン・ピチョット（Ramón Pichot）らと "Colla del Safrà"という会を作り活動した。
1897年にノネイと共にパリにて、Chez Dosbourgの画廊に出展して、大きな成功を収めた。ノネイが帰国した後もパリに残り、画商のポール・デュラン＝リュエルのために絵を描いた。この頃パリを訪れたパブロ・ピカソと親交を結び、ピカソは1905年に「カナルス夫人の肖像」を描き。カナルスは「闘牛の観覧席」(Un palco en los toros)でピカソの妻と自分の妻を描いた。1907年にバルセロナに戻り、その後はバルセロナで暮らした。
フランス人の興味を引く題材であるスペインの風俗も題材とした。マラガのカルメン・ティッセン美術館（Museo Carmen Thyssen）にあるフラメンコの踊り子を描いた"Baile flamenco" (1901-1904)などがその例である。
フランスの印象派、特にルノワールの影響を受けた絵画を描いた。

## 作品

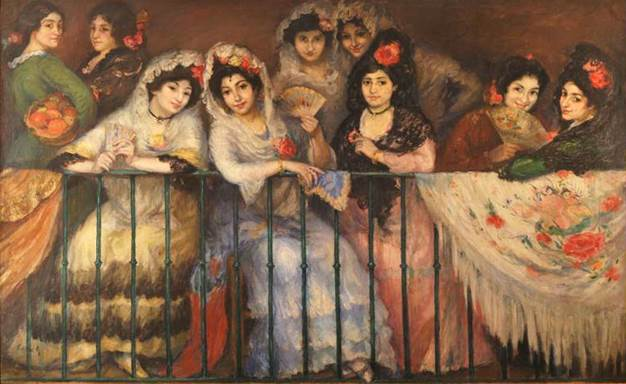
「闘牛の観覧席」(1904)
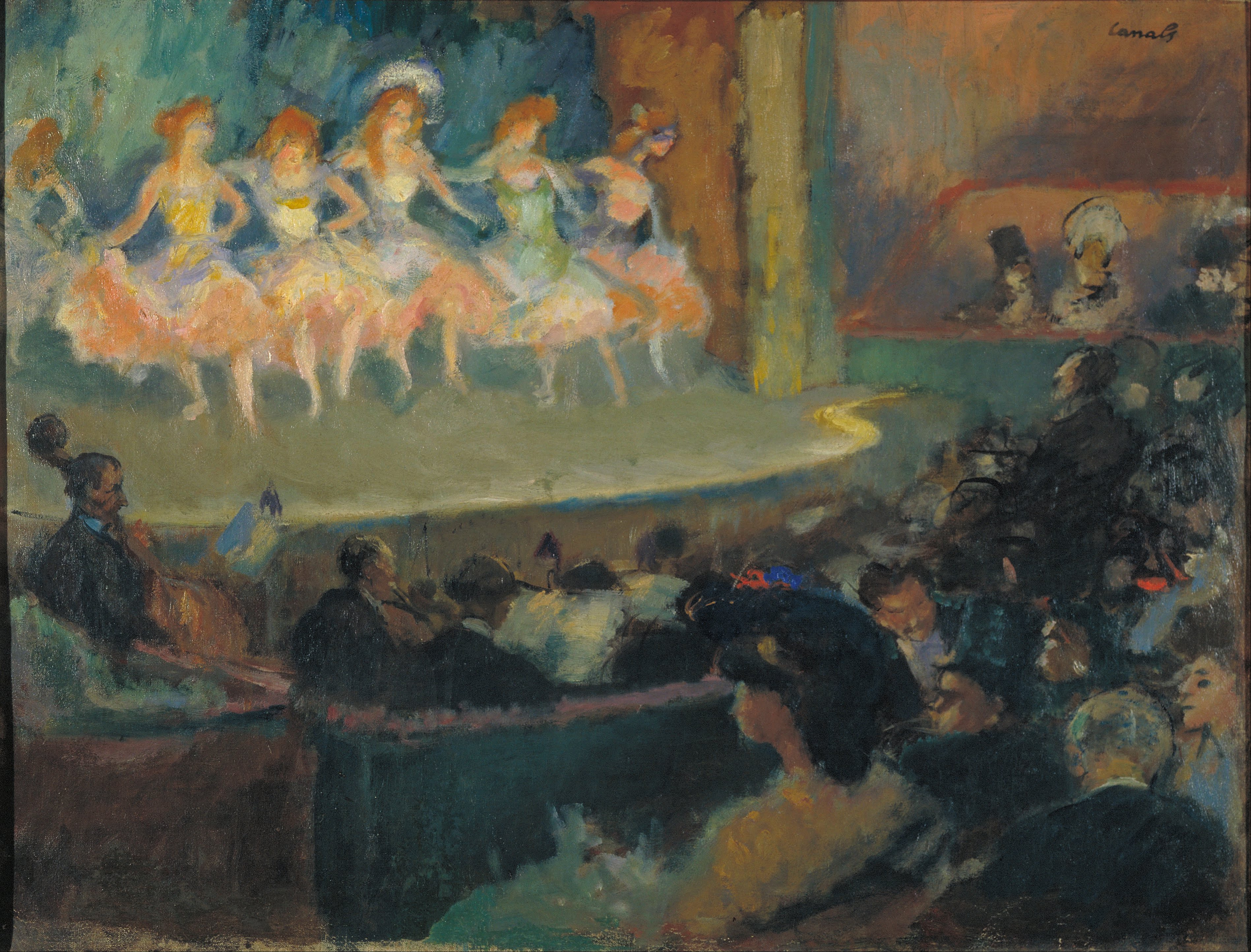
カフェ・コンセール(c.1903)
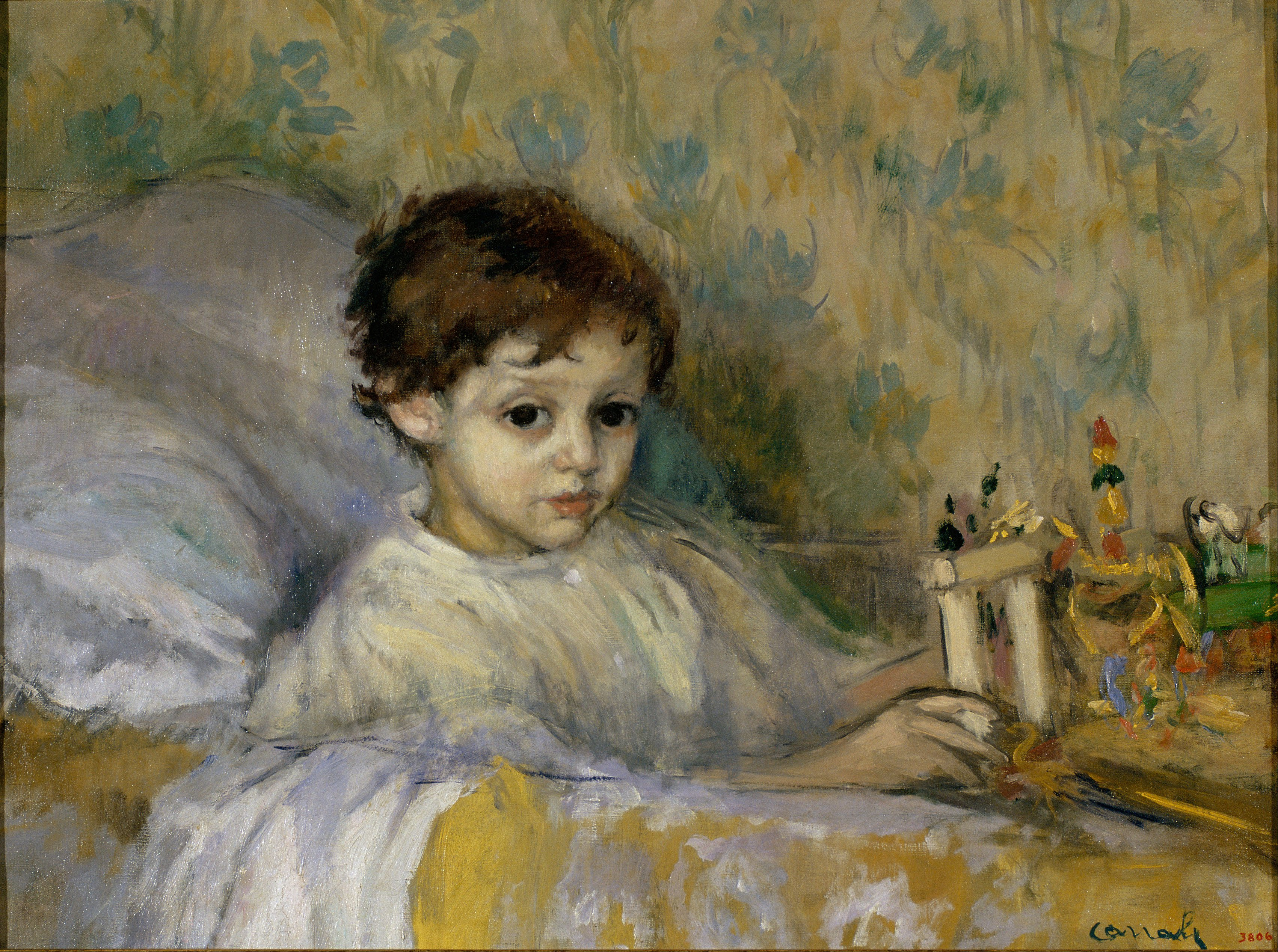
病気の子供 (c.1903)

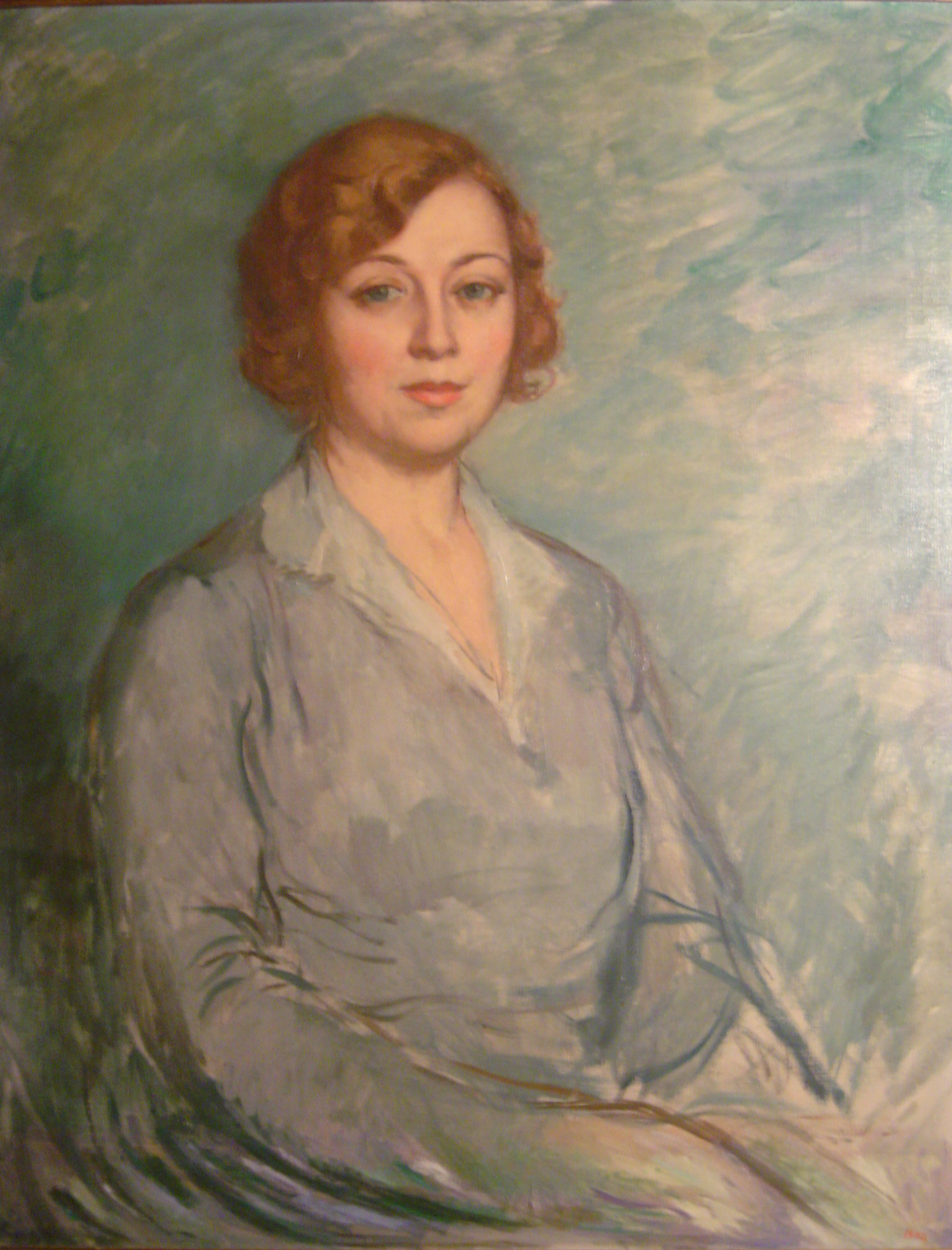
Senyora Victòria Gonzálezの肖像
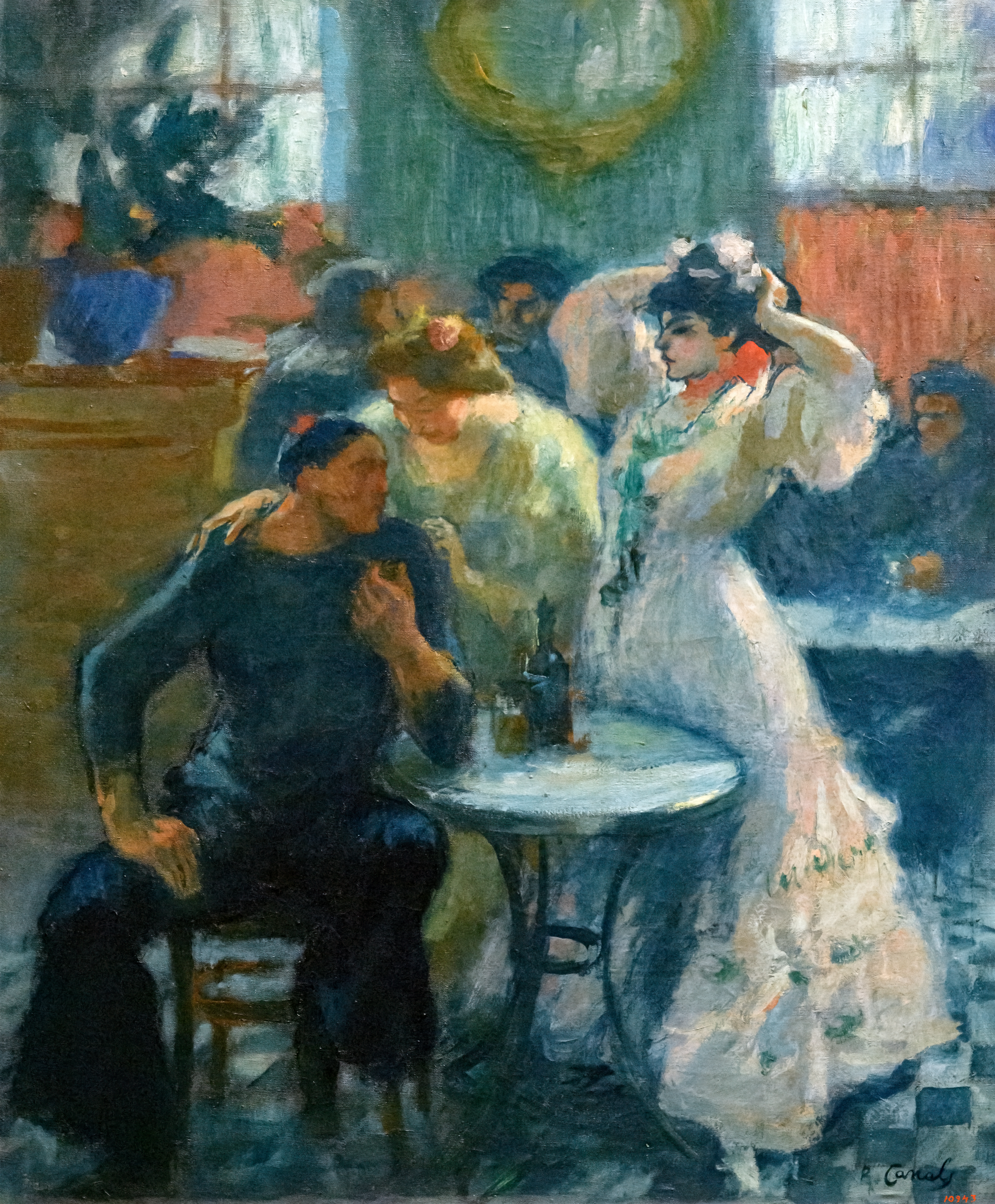
バルで(c.1910)
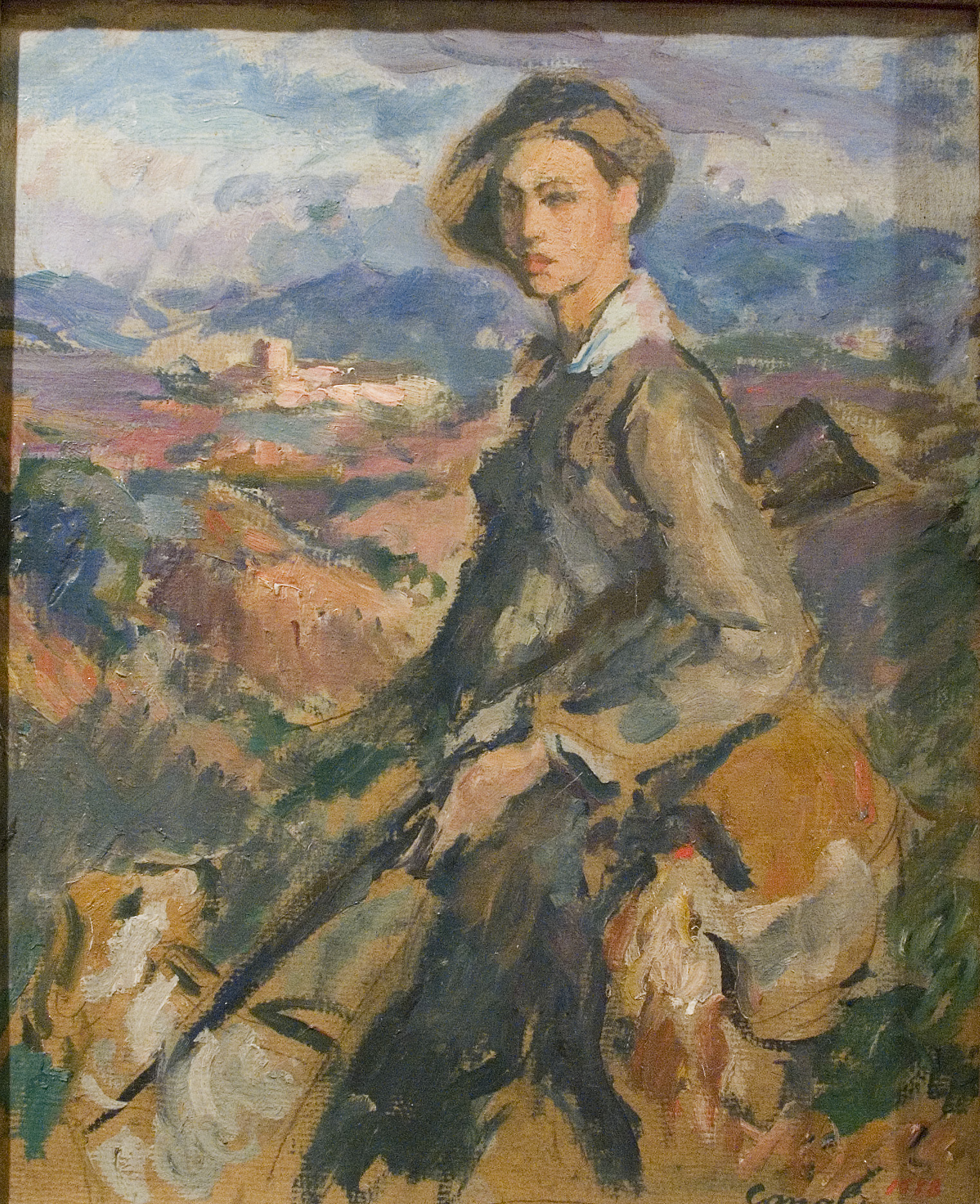
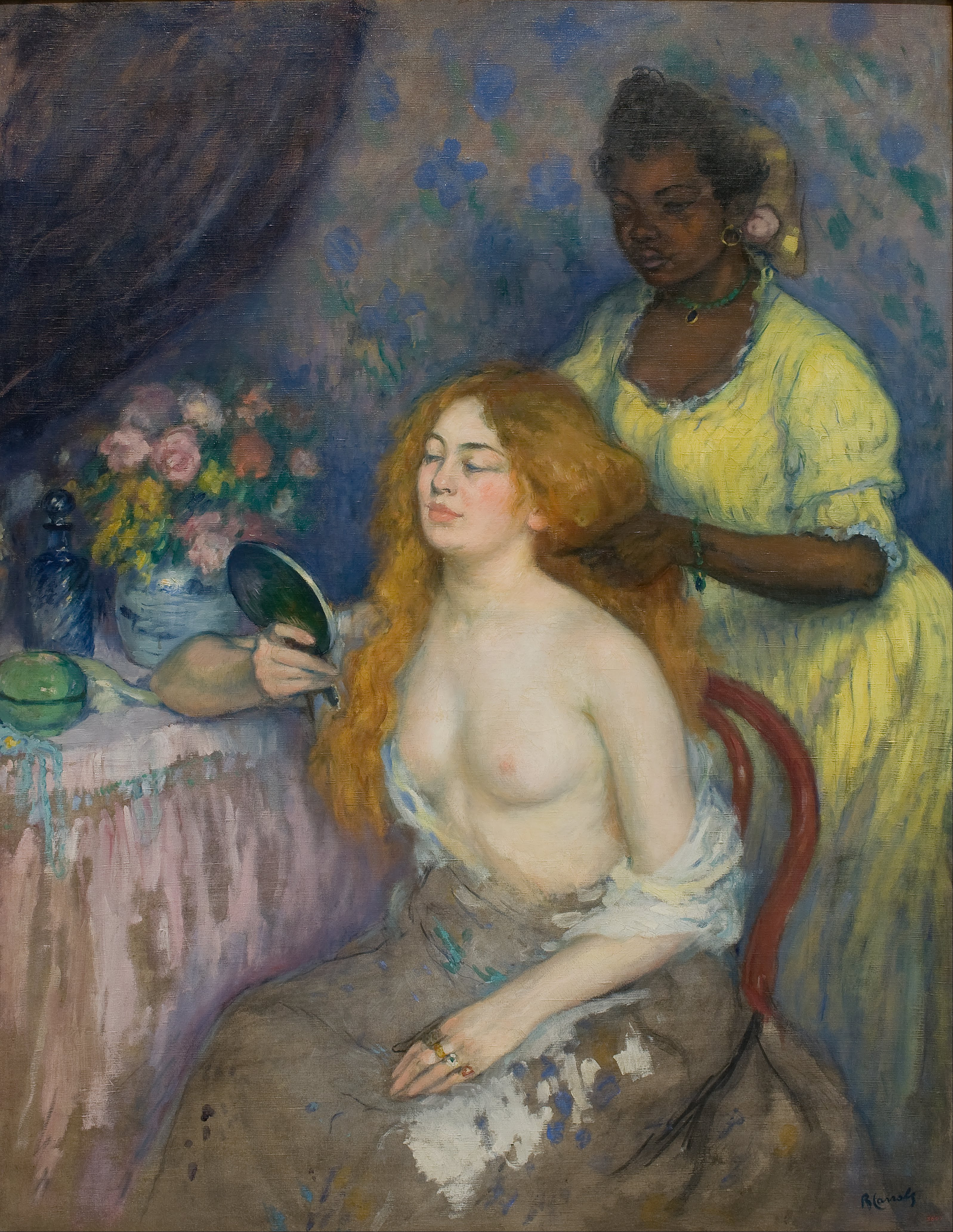
化粧 (c.1903)